# IM-2
IM-2 foi uma missão lunar executada pela Intuitive Machines como parte do programa Commercial Lunar Payload Services (CLPS) da NASA. Foi lançado em 27 de fevereiro de 2025, às 00:16:30 UTC. O módulo lunar Nova-C, chamado Athena, atingiu a superfície da Lua em 6 de março de 2025, às 17:28:50 UTC. O contato foi temporariamente perdido durante o processo de pouso; quando foi restabelecido, indicou que a espaçonave não estava na orientação correta e uma das duas antenas de rádio não estava operando. A orientação lateral impediu que a espaçonave gerasse energia suficiente. Em 7 de março, a energia de Athena estava completamente esgotada e não se esperava que fosse reposta, encerrando a missão.
Athena foi projetada para investigar a presença e a quantidade de gelo de água lunar usando o PRIME-1, uma carga útil de uma broca e um espectrômetro de massa. Athena também transportou um drone equipado com um espectrômetro de nêutrons para explorar a região permanentemente sombreada (PSR) da cratera Marston, perto do local de pouso. A missão teve como objetivo medir o hidrogênio no PSR, procurando por indícios de gelo de água sólida.

## Eventos de missão

### Antes do lançamento
Em maio de 2024, a empresa anunciou que o IM-2 estava entrando na fase final de montagem. Também foi relatado que a empresa estava atualizando o software e o hardware, incluindo as pernas de pouso, para melhor precisão e controle durante a descida e o pouso na missão IM-2. Em setembro de 2024, a empresa disse que estava no caminho certo para o lançamento em janeiro de 2025. O orbitador Lunar Trailblazer será uma carga secundária no mesmo lançamento do Falcon 9. Em novembro de 2024, durante uma teleconferência de resultados, a Intuitive Machines disse que o lançamento do IM-2 estava previsto para fevereiro de 2025.

### Lançamento
IM-2 lançado em 27 de fevereiro de 2025 às 00:16 UTC, a bordo de um SpaceX Falcon 9 com diversas outras cargas úteis. Após uma inserção orbital no alvo, Athena foi implantada 45 minutos após o lançamento e estabeleceu contato com os controladores terrestres às 01:17 UTC. Foi confirmado na manhã seguinte que a missão IM-2 estava a caminho de uma inserção orbital lunar em 3 de março, com uma tentativa de pouso programada para 6 de março às 17h31 UTC.

### Pouso
Três minutos antes o pouso às 17:27 UTC em 6 de março, a Athena entrou em descida terminal devido a uma nuvem de poeira lunar que impedia os lasers e telêmetros do veículo de ajudar a nave espacial a navegar, além de bloquear os sinais de rádio. Após um período sem comunicação, foi confirmado que a Athena pousou, estava detectando a gravidade da superfície da Lua e estava gerando energia, mas foi relatado que uma das duas antenas de rádio havia perdido o sinal. A equipe da Intuitive Machines colocou Athena em um "modo de segurança" para economizar energia no caso do pior cenário, outro tombamento como o do IM-1. Após 38 minutos de solução de problemas, a equipe da Intuitive Machines determinou que Athena não estava gerando energia suficiente.
A NASA e a Intuitive Machines realizaram uma conferência de imprensa sobre o estado de Athena às 21:00 UTC, quando o CEO da Intuitive Machines, Steve Altemus, declarou que Athena não estava "na posição correta" (o que significa que os painéis solares não estavam voltados para o Sol), mas que havia começado a realizar experimentos científicos, apenas com capacidade limitada devido à falta de energia.
Em 7 de março, a Intuitive Machines anunciou que imagens enviadas confirmaram que Athena está deitada de lado em uma cratera. Os marcos de carga útil foram acelerados antes que as baterias se esgotassem. Devido à orientação dos painéis solares e às temperaturas extremamente baixas na cratera, não se espera que Athena recarregue, concluindo assim a missão.